# Vlag van Rinsumageest

Vlag van Rinsumageest

De vlag van Rinsumageest is de dorpsvlag van het Nederlandse dorp Rinsumageest, in de Friese gemeente Dantumadeel. De vlag werd in 1987 geregistreerd.

## Beschrijving
De beschrijving van de vlag is als volgt:
Gevierendeeld over het kruis van de vlag in geel en rood, met op het kruis een geopende stins met vier vensters van het ene in het andere; de broek-, boven- en onderzijde met een groene zoom van 1/10 van de vlaghoogte.
De kleuren zijn afkomstig van het dorpswapen.

## Symboliek
- Gouden velden: staat voor de zandgrond uit de plaatsnaam. "Geest" betekent namelijk hoge zandige grond.[2]
- Burcht: verwijzen naar de vier staten die het dorp eertijds rijk was. Dit waren: Eysinga State, Juwsma State, Melkema State en Tjaarda State.[2]

## Zie ook

Wapen van Rinsumageest